# Trouble (Elvis Presley)
Trouble è un brano musicale interpretato da Elvis Presley, scritto da Jerry Leiber e Mike Stoller e registrato da Presley nel 1958 per la colonna sonora del film La via del male.
Nel corso degli anni è stato reinterpretato da numerosi artisti.

## Descrizione
Elvis Presley eseguì il brano nel film La via del male (King Creole) del 1958, e la traccia fu inclusa nell'album King Creole, colonna sonora della pellicola. Trouble, con Scotty Moore alla chitarra, era una delle uniche tre canzoni composte da Leiber & Stoller per il film. La performance di Presley nel film allude allo stile dei bluesmen Muddy Waters e Bo Diddley. «If you're looking for trouble» ("Se sei in cerca di guai"), egli intona, «then look right in my face. Because I'm evil. My middle name is Misery.» ("Allora guardami dritto in faccia. Perché sono cattivo. Il mio secondo nome è Sofferenza/Tristezza"). Il critico musicale Maury Dean suggerì che Trouble, con il "tono ringhiante" di Presley, è uno dei primi esempi di "canzone rock proto-punk".
Dieci anni dopo, Presley aprì il celebre speciale tv della NBC del 1968, il '68 Comeback Special, cantando Trouble. Con luci scure e soffuse che mettevano in risalto il suo ghigno, la sequenza alludeva al passato da rocker di Presley e alla sua immagine "pericolosa" e serviva a dimostrare che il cantante era ancora "sexy, scontroso e decisamente provocatorio." Nel 1975, Presley incise una canzone dal titolo simile, T-R-O-U-B-L-E, per un singolo, ma si tratta di un pezzo completamente differente.

### Composizione
La canzone utilizza lo stesso riff "stop-time" incluso nel brano del 1954 Hoochie Coochie Man eseguito da Muddy Waters e scritto da Willie Dixon. Questo particolare riff è uno dei lick più riconoscibili nel blues, e si trova anche in I'm A Man di Bo Diddley (1955) e in Mannish Boy di Muddy Waters (1955).
Infatti, la caratteristica fondamentale della canzone è l'uso del tempo di arresto, o pausa nella musica, durante la prima metà della progressione. Questo espediente musicale è comunemente ascoltato nel jazz di New Orleans, quando la strumentazione si interrompe brevemente, consentendo un breve assolo strumentale prima di riprendere.

## Cover
- Suzi Quatro nel suo album Quatro del 1974.
- I Gillan su singolo nel 1980.[4]
- I Goose dal vivo il 19 novembre 2021 ad Aspen in Colorado.[5]
- Britney Spears eseguì la canzone durante gli MTV Video Music Awards del 2007.[6]